# Чжоукоу
Чжоукоу (кит. спр. 周口市, піньїнь: Zhōukǒu Shì) — місто-округ в китайській провінції Хенань. 

## Географія
Чжоукоу розташовується у східній частині провінції.

### Клімат
Місто знаходиться у зоні, котра характеризується вологим субтропічним кліматом. Найтепліший місяць — липень із середньою температурою 27.6 °C (81.7 °F). Найхолодніший місяць — січень, із середньою температурою 1.4 °С (34.5 °F).
| Клімат Чжоукоу          | Клімат Чжоукоу | Клімат Чжоукоу | Клімат Чжоукоу | Клімат Чжоукоу | Клімат Чжоукоу | Клімат Чжоукоу | Клімат Чжоукоу | Клімат Чжоукоу | Клімат Чжоукоу | Клімат Чжоукоу | Клімат Чжоукоу | Клімат Чжоукоу | Клімат Чжоукоу |
| Показник                | Січ.           | Лют.           | Бер.           | Квіт.          | Трав.          | Черв.          | Лип.           | Серп.          | Вер.           | Жовт.          | Лист.          | Груд.          | Рік            |
| Середня температура, °C | 1,4            | 3,2            | 8,6            | 15,1           | 20,8           | 25,8           | 27,6           | 26,7           | 21,5           | 16,1           | 9,4            | 3,2            | 15             |
| Норма опадів, мм        | 17.1           | 20.6           | 37.5           | 60.6           | 64.9           | 88.7           | 190.9          | 131.8          | 84.9           | 55.4           | 30.8           | 14             | 797.2          |
| Днів з опадами          | 4,3            | 5,8            | 7,8            | 9,6            | 8,7            | 8,3            | 12,8           | 11,2           | 10,6           | 8,7            | 6,8            | 4,8            | 99,4           |
| Вологість повітря, %    | 62.5           | 64.5           | 64.3           | 65.9           | 64.8           | 64.4           | 77.6           | 79             | 75.6           | 72.5           | 69.5           | 64.2           | 68.7           |
| ----------------------- | -------------- | -------------- | -------------- | -------------- | -------------- | -------------- | -------------- | -------------- | -------------- | -------------- | -------------- | -------------- | -------------- |
| Джерело: Weatherbase    |                |                |                |                |                |                |                |                |                |                |                |                |                |

## Адміністративний поділ
Міський округ поділяється на 2 райони, 1 місто та 7 повітів:
| Карта                                                                    | Карта     | Карта    | Карта            |
| ------------------------------------------------------------------------ | --------- | -------- | ---------------- |
| Фугоу Сіхуа Шаншуй ① Тайкан Хуайян Сянчен Луї Даньчен Шеньцю ① Чуаньхуей |           |          |                  |
| Статус                                                                   | Назва     | Оригінал | Населення (2020) |
| Район                                                                    | Хуайян    | 淮阳区   | 1 022 322        |
| Район                                                                    | Чуаньхуей | 川汇区   | 698 341          |
| Місто                                                                    | Сянчен    | 项城市   | 973 197          |
| Повіт                                                                    | Даньчен   | 郸城县   | 1 057 093        |
| Повіт                                                                    | Луї       | 鹿邑县   | 958 617          |
| Повіт                                                                    | Сіхуа     | 西华县   | 692 846          |
| Повіт                                                                    | Тайкан    | 太康县   | 1 152 685        |
| Повіт                                                                    | Фугоу     | 扶沟县   | 553 830          |
| Повіт                                                                    | Шаншуй    | 商水县   | 960 453          |
| Повіт                                                                    | Шеньцю    | 沈丘县   | 956 631          |